# Brooke Valentine

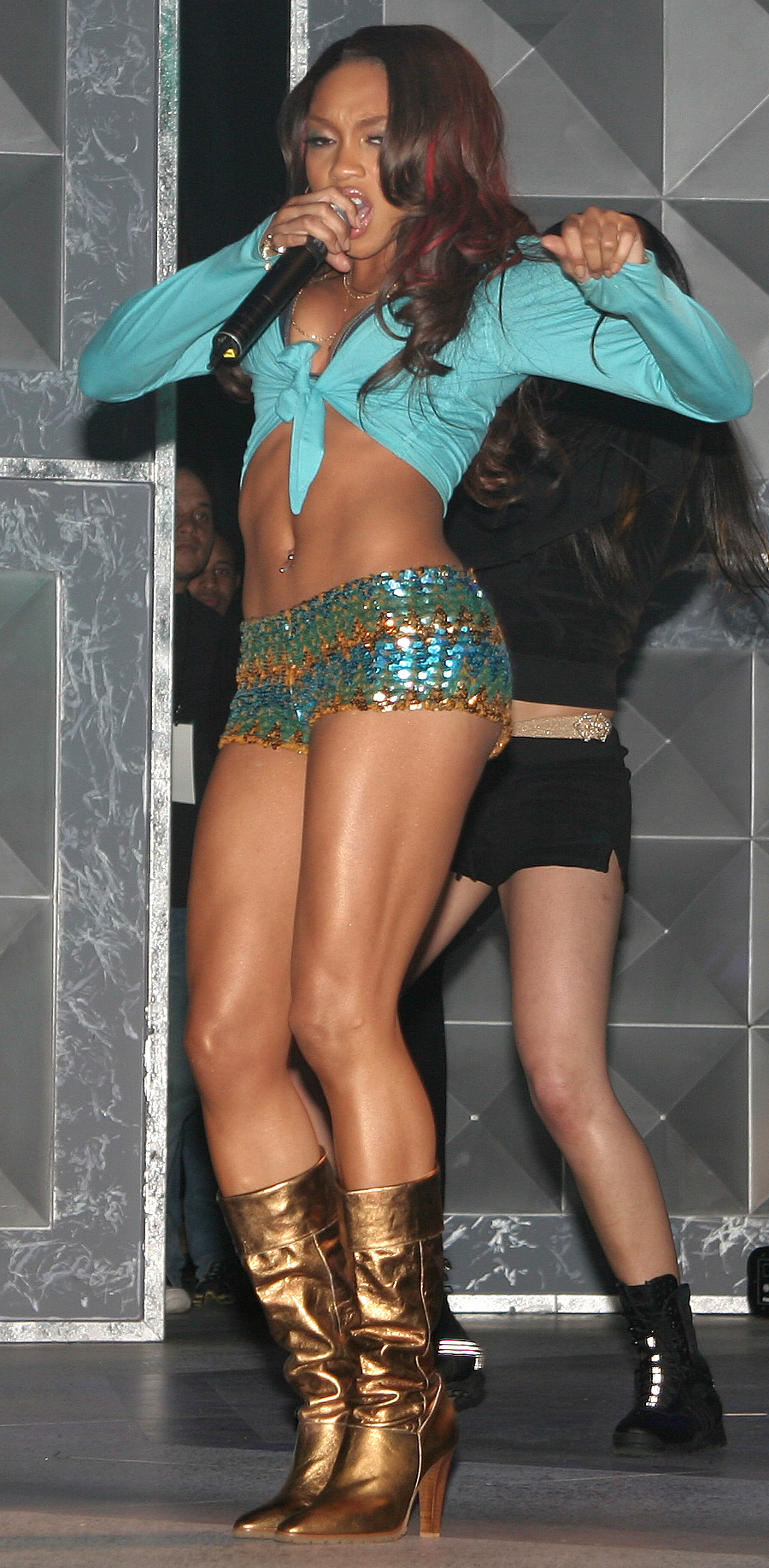
Brooke Valentine (März 2005)

Brooke Valentine (* 5. Oktober 1985 in Houston, Texas) ist eine US-amerikanische Sängerin.

## Karriere
Mit ihrem Debütalbum Chain Letter stieg sie 2005 von Null auf Platz 16 der Billboard-Album-Charts in den USA. Neben R&B sind auch Pop-, Rock- und Alternative (Musik)-Klänge auf dem Album vertreten. Ihre erste Singleauskopplung Girlfight, bei der sie von Lil Jon und Big Boi unterstützt wurde, erreichte Platz 23 in den Billboard Hot 100.

## Diskografie

### Studioalben
| Jahr | Titel        | Höchstplatzierung, Gesamtwochen, AuszeichnungChartsChartplatzierungen (Jahr, Titel, Platzierungen, Wochen, Auszeichnungen, Anmerkungen) | Anmerkungen                         |
| Jahr | Titel        | US | Anmerkungen                         |
| ---- | ------------ | --- | ----------------------------------- |
| 2005 | Chain Letter | US16 (13 Wo.)US | Erstveröffentlichung: 15. März 2005 |

### Mixtapes
| Jahr | Titel                            | Anmerkungen                            |
| ---- | -------------------------------- | -------------------------------------- |
| 2009 | Physical Education Mixtape Album | Erstveröffentlichung: 17. März 2009    |
| 2013 | Love Letters                     | Erstveröffentlichung: 14. Februar 2013 |

### Singles
| Jahr | Titel Album            | Höchstplatzierung, Gesamtwochen, AuszeichnungChartplatzierungen (Jahr, Titel, Album, Platzierungen, Wochen, Auszeichnungen, Anmerkungen) | Höchstplatzierung, Gesamtwochen, AuszeichnungChartplatzierungen (Jahr, Titel, Album, Platzierungen, Wochen, Auszeichnungen, Anmerkungen) | Höchstplatzierung, Gesamtwochen, AuszeichnungChartplatzierungen (Jahr, Titel, Album, Platzierungen, Wochen, Auszeichnungen, Anmerkungen) | Höchstplatzierung, Gesamtwochen, AuszeichnungChartplatzierungen (Jahr, Titel, Album, Platzierungen, Wochen, Auszeichnungen, Anmerkungen) | Anmerkungen                                                       |
| Jahr | Titel Album            | DE | CH | UK | US | Anmerkungen                                                       |
| ---- | ---------------------- | --- | --- | --- | --- | ----------------------------------------------------------------- |
| 2005 | Girlfight Chain Letter | DE70 (4 Wo.)DE | CH61 (3 Wo.)CH | UK35 (3 Wo.)UK | US23 (20 Wo.)US | Erstveröffentlichung: 10. Januar 2005 (feat. Big Boi und Lil Jon) |

Weitere Singles:
- 2005: Boogie Oogie Oogie (feat. Fabolous & Yo Yo)
- 2005: Long As You Come Home (feat. Paul Wall & Mike Jones)
- 2005: Cover Girl
- 2006: D-Girl (feat. Pimp C)
- 2006: Pimped Out (feat. Dem Franchize Boyz)
- 2010: Wish Everyday Was Christmas
- 2012: Forever
- 2012: Rub It In
- 2012: Don’t Wanna Be in Love
- 2016: Grow Up
- 2016: Games
- 2016: #Craig

Gastbeiträge:
- 2004: Guerilla Nasty (Guerilla Black feat. Jazze Pha & Brooke Valentine)